# Brithysternus
Brithysternus is een geslacht van kevers uit de familie van de loopkevers (Carabidae). De wetenschappelijke naam van het geslacht is voor het eerst geldig gepubliceerd in 1873 door MacLeay.

## Soorten
Het geslacht Brithysternus omvat de volgende soorten:
- Brithysternus calcaratum MacLeay, 1873
- Brithysternus macleayi Sloane, 1910
- Brithysternus nodosum Sloane, 1910